# Port lotniczy Lahad Datu
Port lotniczy Lahad Datu (IATA: LDU, ICAO: WBKD) – port lotniczy położony 1 km od Lahad Datu, w stani Sabah, w Malezji.